# Pterocaesio monikae
Pterocaesio monikae är en fiskart som beskrevs av Allen och Erdmann 2008. Pterocaesio monikae ingår i släktet Pterocaesio och familjen Caesionidae. Inga underarter finns listade i Catalogue of Life.